# Hypsosinga clax
Hypsosinga clax là một loài nhện trong họ Araneidae.
Loài này thuộc chi Hypsosinga. Hypsosinga clax được miêu tả năm 1993 bởi Oliger.